# Pachyanthidium micheneri
Pachyanthidium micheneri är en biart som beskrevs av Pasteels 1968. Pachyanthidium micheneri ingår i släktet Pachyanthidium och familjen buksamlarbin. Inga underarter finns listade i Catalogue of Life.